# Tämnaren
Tämnaren is een meer in het Zweedse landschap Uppland. Het meer is het grootste meer dat geheel in het landschap Uppland ligt (het grotere Mälarmeer ligt slechts gedeeltelijk in Uppland). Het meer is 39 km² groot en hooguit 2 meter diep. Het ligt op een hoogte van 35 meter boven de zeespiegel. Tämnaren ligt ongeveer 40 kilometer ten noordwesten van de stad Uppsala, tussen de plaatsen Björklinge en Östervåla. Het meer watert via de rivier Tämnarån af in de Lövstabukten (deel van de Botnische Golf). De rivier Harboån zorgt voor het grootste deel van de toevoer van water in het meer. Er liggen geen grote plaatsen aan het meer. 
Water uit het meer wordt in de rivier Fyrisån gepompt. Dit water wordt later weer uit de Fyrisån gepompt en gebruikt als drinkwater in de stad Uppsala.
Delen van het meer zijn een Natura 2000-gebied.